# Miyeegombyn Enkhbold
Mieègombyn Ènhbold (in mongolo Миеэгомбын Энхболд; Ulan Bator, 9 luglio 1964) è un politico mongolo.
Dal gennaio 2006 al novembre 2007 è stato il primo ministro della Mongolia.
Inoltre è stato vice-primo ministro dal 2007 al 2012. È rappresentante del Partito del Popolo Mongolo, di cui è stato il leader dal 2005 al 2007 e nuovamente dal 2013 al 2017.